# 中国共产党最高人民法院机关委员会
中国共产党最高人民法院机关委员会，位于北京市东城区东交民巷27号，是中国共产党在最高人民法院机关的基层组织。

## 沿革
最高人民法院机关党委起初没有单独设立为最高人民法院的内设机构。2000年8月7日，中共中央办公厅印发经中共中央批准的《最高人民法院机关机构改革方案》，据此设立最高人民法院机关党委，作为最高人民法院的内设机构。
2011年11月30日，中国共产党最高人民法院机关第十四次代表大会举行。大会先由中国共产党最高人民法院党组副书记、常务副院长沈德咏宣读中国共产党最高人民法院党组书记、院长王胜俊对大会的批示，随后由中国共产党最高人民法院党组成员、政治部主任、机关党委书记周泽民受中国共产党最高人民法院机关第十三届委员会、第六届纪律检查委员会委托向大会报告工作，最后大会选举了中国共产党最高人民法院机关第十四届委员会委员和纪律检查委员会委员。

## 职能
2000年12月4日，《最高人民法院机关内设机构及新设事业单位职能》（法发〔2000〕30号）发布，其中规定最高人民法院机关内设机构有机关党委，职能是：
1. 提出机关党的建设规划，领导所属党组织搞好党的思想建设、组织建设和作风建设，做好对党员的管理、教育和培训工作。
2. 负责审批基层党组织的设置、党总支、支部的书记、副书记、支部委员；审批所属临时党委、党总支、支部发展党员和预备党员的转正；审批党员违反党纪的处分决定。
3. 负责最高人民法院和直属事业单位的思想、组织、作风建设工作。
4. 监督所属党组织和党员的党风党纪，受理党员、干部的来信来访，查处违反党纪事项。
5. 领导最高人民法院机关工、青、妇等群众组织，负责最高人民法院机关及直属事业单位的统战工作。
6. 执行上级党组织交办的其他任务[3]。

目前最高人民法院机关党委“主要负责最高人民法院机关和直属单位党组织的思想、组织、作风建设工作；监督党员的党风党纪，查处违反党纪事项；领导最高人民法院工、青、妇等群众组织。”

## 历任领导
| 书记 …… - 宋光（？—？） …… - 姜兴长（1998年12月—？，最高人民法院副院长、党组成员兼） - 苏泽林（2001年6月—2004年6月，最高人民法院党组成员、政治部主任兼） - 李克（2005年1月—2009年3月，最高人民法院党组成员、政治部主任兼） - 周泽民（2009年3月—2012年9月，最高人民法院党组成员、政治部主任兼） - 徐家新（2013年3月—2018年7月，最高人民法院党组成员、政治部主任兼） - 马世忠（2018年7月—2024年2月，最高人民法院党组成员、政治部主任兼） - 李成林（2024年2月—，最高人民法院党组成员、政治部主任兼） | 常务副书记 - 刘志新（？—？） - 岑安邦（？—？，政治部副主任兼） - 宋建朝（？—？，政治部副主任兼） - 张一丽（？—，政治部副主任兼） 副书记 …… - 赵石生（？—？） …… - 王战平（1981年—？，副院长兼） …… - 籍树理（1994年初—1998年5月，专职副书记） …… - 刘滨海（？—？） - 董文濮（？—2022年，政治部副主任兼） - 牛建华（？—2022年） - 付向波（？—2022年） |

## 中国共产党最高人民法院机关纪律检查委员会
| 书记 …… - 宋建朝（？—？，政治部副主任、机关党委常务副书记兼） - 付向波（？—2022年，机关党委副书记兼） | 副书记 办公室主任 …… - 辛秋玲（？—？） |